# Megachile bougainvillei
Megachile bougainvillei är en biart som beskrevs av Cockerell 1911. Megachile bougainvillei ingår i släktet tapetserarbin, och familjen buksamlarbin. Inga underarter finns listade i Catalogue of Life.